# Tractat de Fraternitat i Concòrdia de 1983
El Tractat de Fraternitat i Concòrdia va ser inicialment signat pels presidents d'Algèria, Chadli Bendjedid, i de Tunísia, Habib Burguiba, en el 16 de març de 1983 i després també s'adherí Mauritània el 13 de desembre del mateix any. L'objectiu del tractat era edificar un "Gran Magrib àrab" i una integració econòmica entre aquests països.